# Shaksgam
Der Shaksgam (chinesisch 沙克斯干河, Pinyin Shakesigan He) ist ein linker Nebenfluss des Yarkant.
Er entspringt an der Nordseite des vergletscherten Rimo-Massivs. Von dort fließt er in nordwestlicher Richtung durch das so genannte Shaksgam-Tal. Südlich des Shaksgam-Tals liegen die beiden Gebirgszüge Siachen Muztagh und Baltoro Muztagh. Letzterer umfasst vier Achttausender, darunter den K2. Im Unterlauf zwischen den Einmündungen von Nördlichem Braldu und Oprang bildet er für etwa 20 km die Grenze zum pakistanischen Sonderterritorium Gilgit-Baltistan. Das Territorium des Shaksgam-Tals wird von China beansprucht. Bei Einmündung des Oprang wendet sich der Shaksgam nach Osten, verlässt das umstrittene Gebiet und erreicht nach weiteren 25 km im Uigurischen Autonomen Gebiet Xinjiang den Yarkant. Das Shaksgam-Tal bildet die nördliche Abgrenzung des östlichen Karakorumgebirges.
Das Tal des Shaksgam dient als Ausgangspunkt für die Besteigung des K2 über dessen Nordflanke.
Der britische Forschungsreisende Francis Younghusband erkundete 1889 die Region des Shaksgam.